# Okoličnatka kalifornská
Okoličnatka kalifornská (Umbellularia californica), česky též umbelulárie, je druh rostliny z čeledi vavřínovité a jediný druh rodu okoličnatka. Je to stálezelená dřevina s úzkými, tuhými listy a drobnými nažloutlými květy. Plodem je peckovice. Druh se vyskytuje na jihozápadě USA jako složka smíšených lesů. Je vyhledáván pro kvalitní a tvrdé dřevo. Plody slouží jako potravina, listy k aromatizování pokrmů. Má význam i v tradiční medicíně.

## Popis
Okoličnatka kalifornská je stálezelený strom nebo keř s tenkou, tmavě hnědou kůrou a střídavými, jednoduchými listy. Dorůstá výšky až 45 metrů. Čepele listů jsou úzce podlouhlé až úzce eliptické, kožovité, sytě žlutozelené, žláznatě tečkované, se zpeřenou žilnatinou. Listy jsou při rozemnutí aromatické. Květy jsou nevelké, asi 15 mm široké, oboupohlavné, se žlutavým okvětím složeným ze 6 nerozlišených okvětních lístků ve 2 kruzích. Jsou uspořádány do úžlabních až téměř vrcholových, krátce stopkatých okolíků. Tyčinek je 9, mimo nich jsou přítomna 3 drobná sterilní staminodia. Semeník je svrchní, vejcovitý. Plodem je zprvu zelená, později tmavě purpurová, asi 2,5 cm dlouhá peckovice spočívající na nevelké číšce.

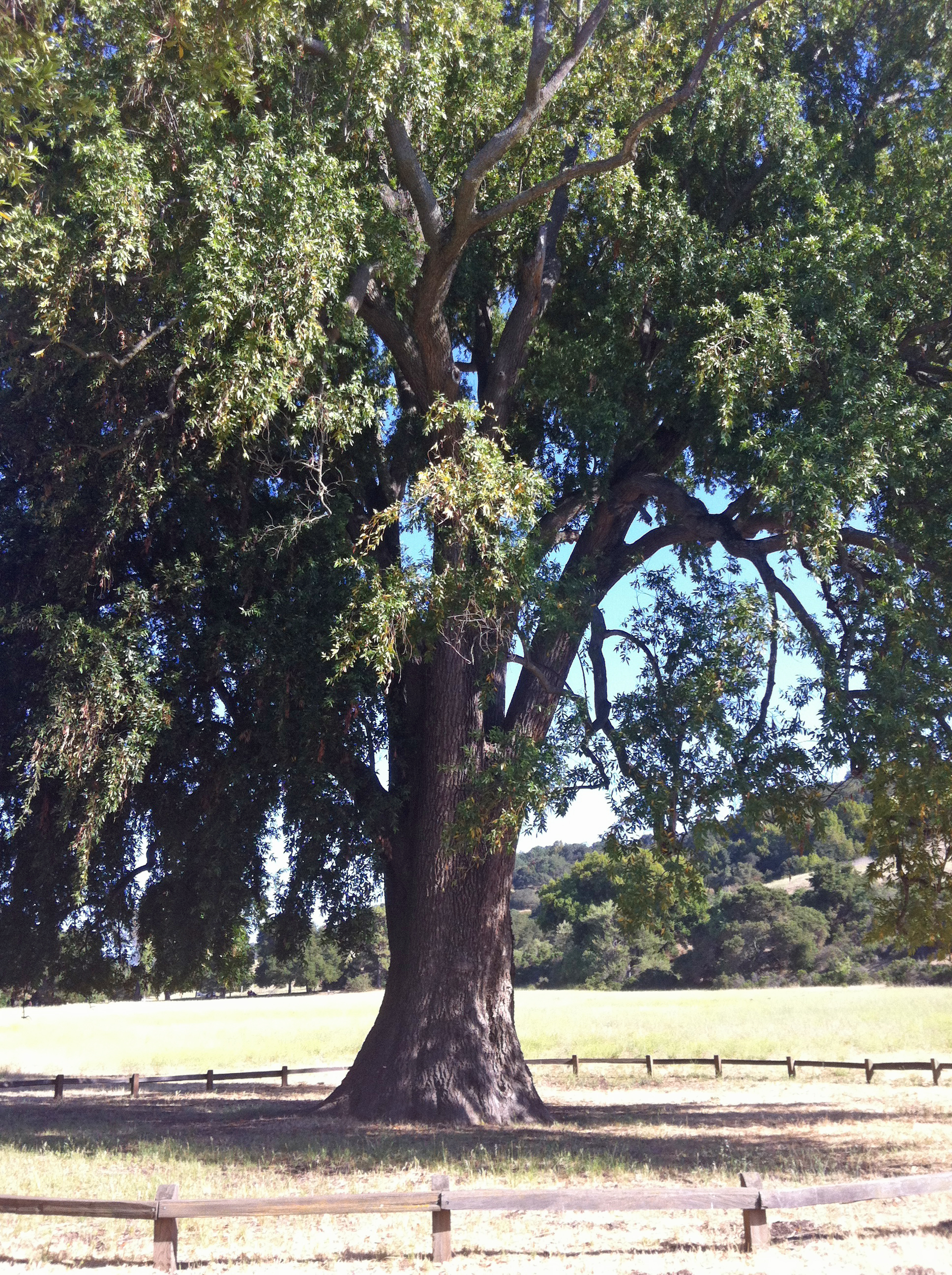
Vzrostlá okoličnatka
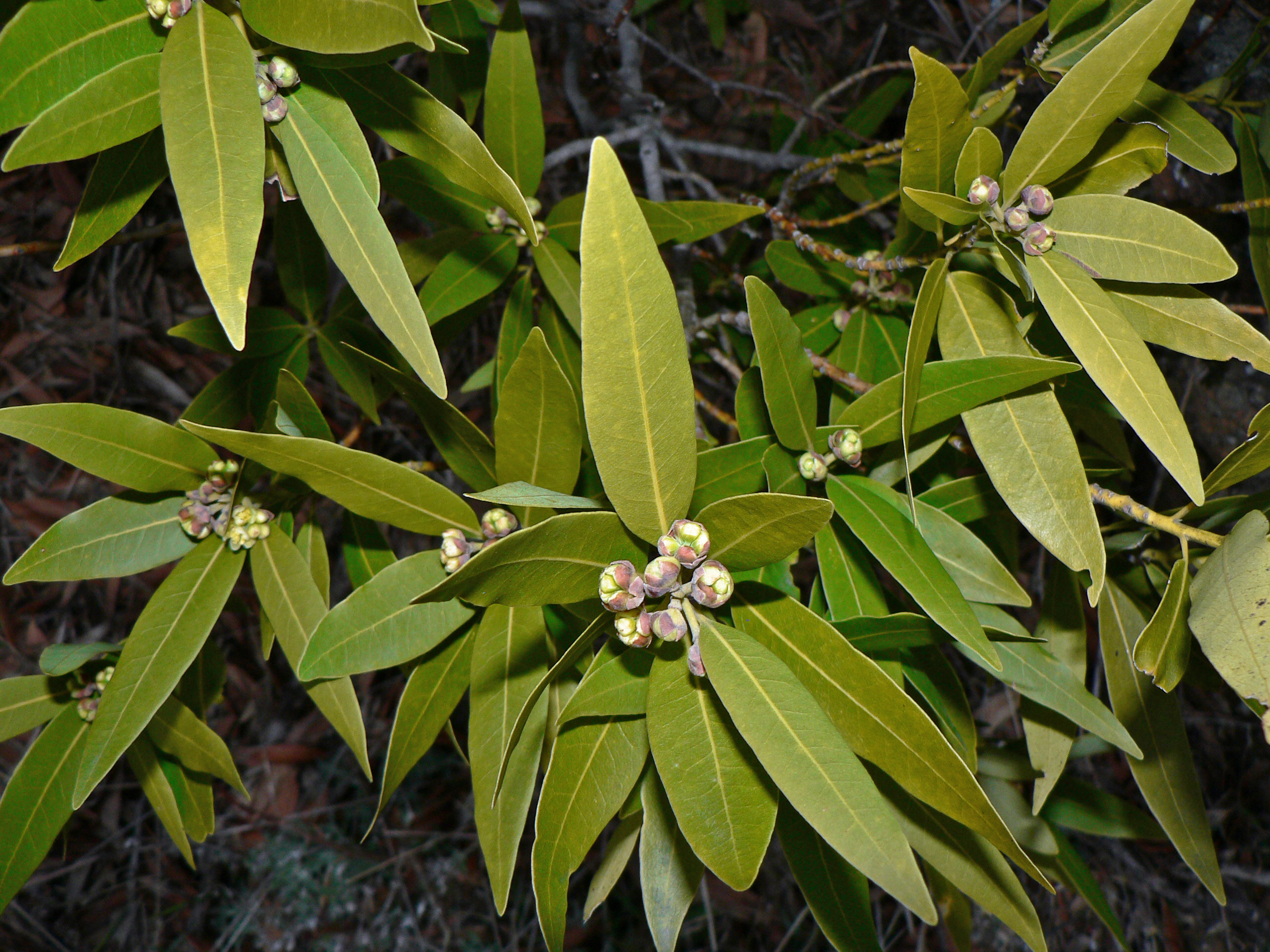
Nakvétající větve
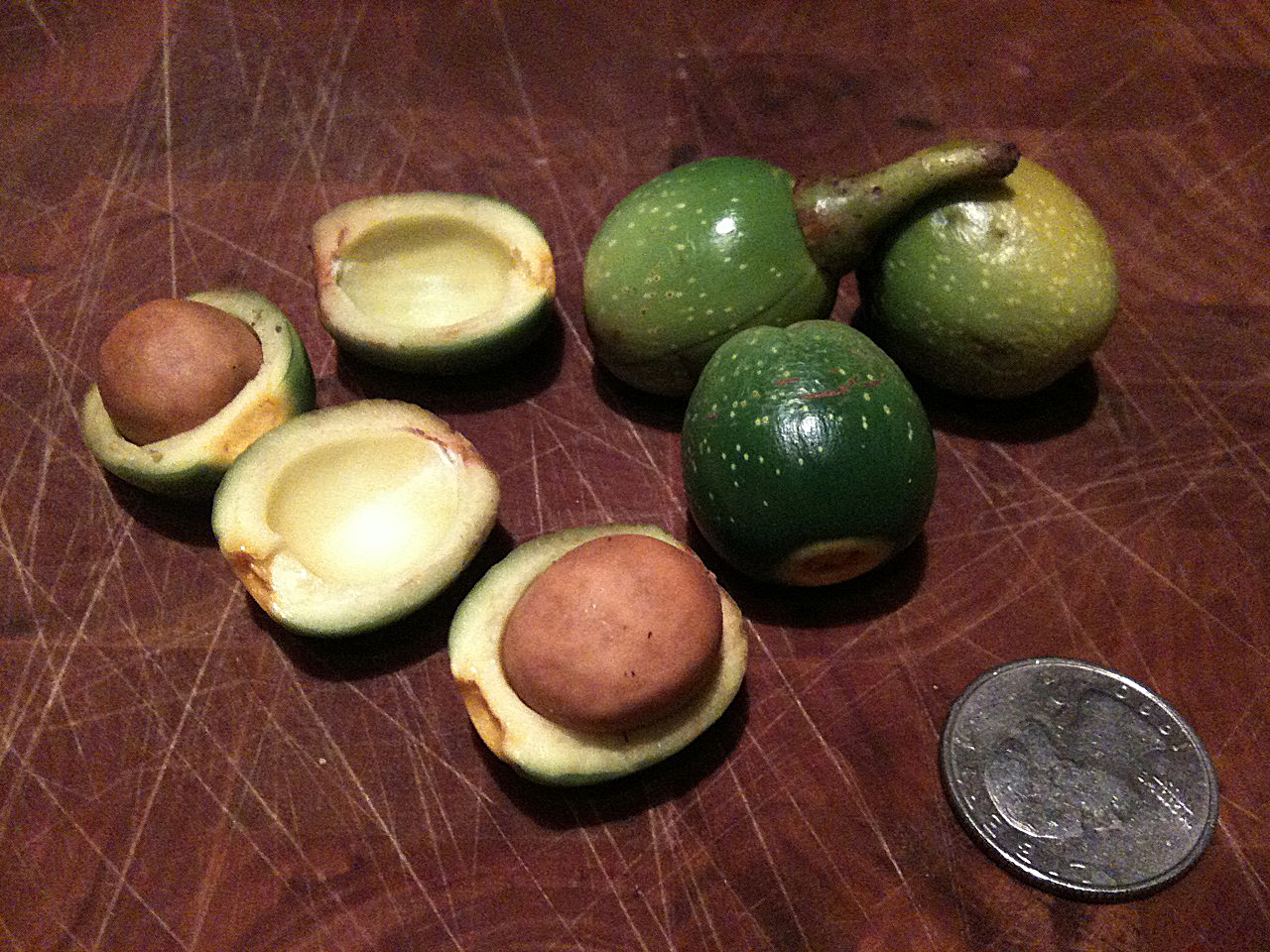
Zralé plody

## Rozšíření
Okoličnatka se vyskytuje v Kalifornii a jz. Oregonu na jihozápadě USA.
Roste jako součást smíšených lesů různých typů, od vlhkých lesů při pobřeží až po suché lesy a porosty chaparralu ve vnitrozemí. Vyskytuje se na velmi různorodých stanovištích: v údolích na aluviálních půdách, v hlubokých kaňonech, na svazích a hřbetech hor i na skalních výchozech, v nadmořských výškách od úrovně moře až po 1500 metrů. Nejbujněji ovšem roste na hlubokých, vlhkých, aluviálních, dobře propustných půdách. Snáší teploty až -25 °C.
V rámci svého přirozeného areálu roste ve společnosti celé řady druhů jehličnatých i listnatých stromů, mezi něž náleží např. douglaska tisolistá, sekvoj vždyzelená, jedle obrovská, různé druhy borovic, zerav obrovský, jedlovec různolistý, cypřišek Lawsonův aj., z listnáčů např. javor jasanolistý, javor okrouhlolistý, platan Platanus racemosa, četné druhy dubů, topol chlupatoplodý, vrby, planika Menziesova a řada dalších.

## Ekologické interakce

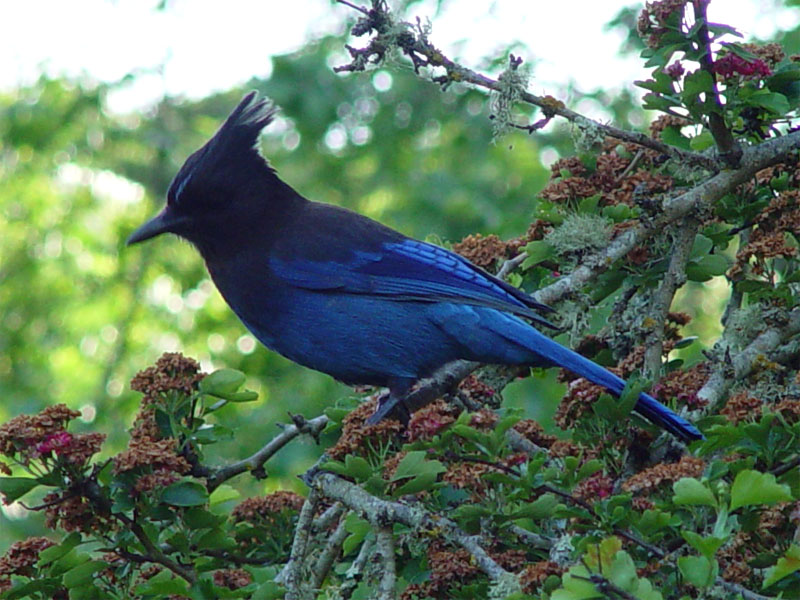
Sojka Stellerova

Květy okoličnatky jsou opylovány zejména rozličnými druhy drobného hmyzu. Semena ve velkém množství konzumují různí hlodavci, zejména veverka šedá, křeček příbytkový a křeček kalifornský, z ptáků např. sojka Stellerova

## Význam
Dřevo okoličnatky je velmi tvrdé a dekorativní. Náleží mezi nejvíce ceněná dřeva západních oblastí USA. Jádrové dřevo starších stromů se vyznačuje žlutohnědou až olivovou barvou, jemnou strukturou a zvlněnou až kořenicovou texturou. Je obchodováno pod názvem oregon myrtle či "myrtlewood". Aromatické listy jsou používány k ochucování jídel. Pražená semena jsou jedlá a připomínají lískové oříšky. Indiáni je používali jako potravinu. Plně dozrálé plody lze jíst i syrové, jsou však hořké. Odvar z listů se používá v tradiční medicíně.

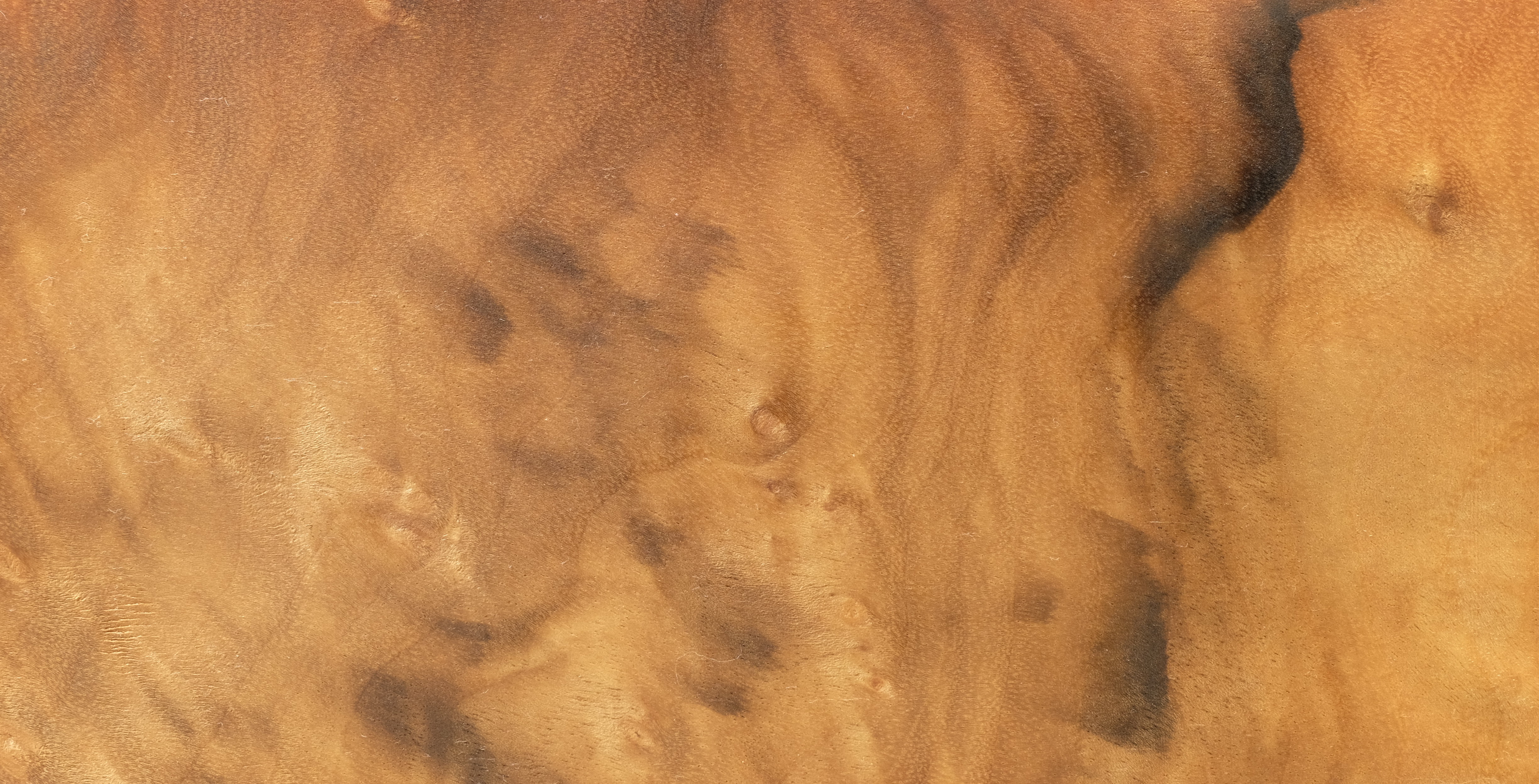
Dřevo okoličnatky
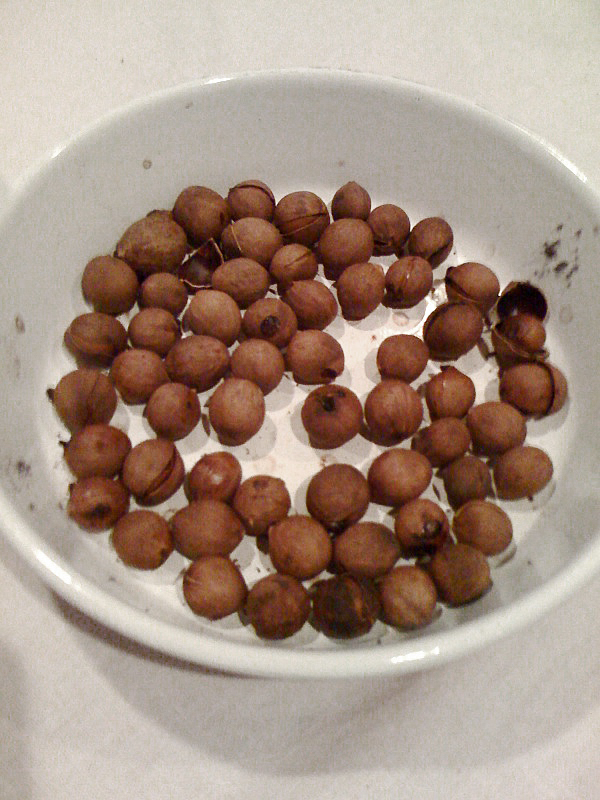
Pražená semena okoličnatky